# Delta Park Station
|  | Fremtidig bygning Denne artikel omhandler en bygning, der er under opførelse. Det er derfor muligt, at indholdet er af spekulativ natur, og ligeledes, at indholdet kan ændre sig markant efterhånden som flere oplysninger bliver tilgængelige. |

Delta Park Station er en kommende letbanestation på Hovedstadens Letbane (Ring 3-letbanen) i Vallensbæk Kommune. Stationen kommer til at ligge på Søndre Ringvej ved erhvervsområdet Delta Park, lidt nord for krydset med Vallensbæk Torvevej.
I forbindelse med planlægningen at letbanen var det ikke lagt fast på forhånd, at der skulle anlægges en station her. Men det indgik i anlægsloven som mulighed, der kunne tilkøbes senere. Det udnyttede Vallensbæks kommunalbestyrelse i oktober 2017, da de gerne ville sikre gode forhold for virksomhederne i kommunen. Stationen forventes at åbne sammen med den første del af letbanen i efteråret 2025.
Vest for stationen ligger erhvervskvarteret Delta Park, som stationen er opkaldt efter, mens der øst for stationen ligger et rækkehuskvarter (ved Nøddebo Allé)